# Freya Mavor
Freya Mavor (Glasgow, Escòcia, 13 d'agost de 1993) és una actriu i model escocesa. Ha interpretat Mini McGuinness, a la sèrie Skins; Elizabeth de York, a The White Queen, i Annette, a L'emperador de París.

## Biografia
És filla del dramaturg James Mavor (qui dirigeix el màster de guió a la Universitat Napier). Té un germà més gran anomenat Zander Mavor. El seu avi va ser Ronald "Bingo" Mavor, un crític del periòdic escocès The Scotsman i director de Scottish Arts Council i el seu besavi va ser Osborne Henry Mavor àlies James Bridie, qui va canviar el panorama teatral escocès establint el 1950 un col·legi de drama.
Freya va néixer a Glasgow, però va créixer a Inverleith, Edimburg, també va viure durant un temps en La Rochelle (França). Parla amb fluïdesa el francès i toca el piano.
Va estudiar al col·legi "Eugène Fromentin" de La Rochelle i a la "Mary Erskine School" a Edimburg.
És membre del "National Youth Theatre" des de 2008.

## Carrera
Freya va declarar que es va interessar en l'actuació després de veure The Shining de Stanley Kubrick quan tenia deu anys d'edat.
La seva primera experiència en l'actuació va ser durant una obra de l'escola La tempesta de Shakespeare, on va donar vida a Miranda; també va aparèixer en l'obra El marxant de Venècia.
En 2005 va ser mezzosoprano en el "Cor Nacional de Joves" d'Escòcia.
Va ser escollida en el 78è lloc de l'edició britànica de les dones més atractives de FHM 100 del món el 2012.
El 2011 va fer el seu debut professional, quan va obtenir el paper principal de Mini McGuinness en la cinquena i sisena temporada de la sèrie de Skins; per la seva interpretació va ser nominada en la categoria de "millor actriu" en els premis TV Choice en 2012. Inicialment Freya hi havia fet proves per al paper de Grace Blood. Al juliol de 2012, va obtenir el paper de Nicola Ball en la comèdia romàntica Not Another Happy Ending, de John McKay. En 2013 es va unir al ventall de Sunshine on Leith com a Liz Henshaw; la pel·lícula és una adaptació d'un musical basat en les cançons de la banda escocesa The Proclaimers. Aquest mateix any es va unir a l'elenc principal del drama The White Queen de la BBC, on va interpretar la princesa Elizabeth de York. També el "Screen International" la va nomenar com una de les estrelles del Regne Unit del futur. El 2014 es va unir al repartiment de la minisèrie dramàtico-històrica de quatre parts New Worlds, on va interpretar Beth Fanshawe. Al març de 2017, es va anunciar que s'havia unit al ventall principal de la pel·lícula Trautmann, on donaria vida a Margaret.

## Model
Freya Mavor va ser triada com la cara de Pringle of Scotland per a la seva campanya de primavera/estiu de 2011.
Ella també va guanyar el Fashion Icon of the Year Award el2011 en els Premis de la Moda d'Escòcia.

## Filmografia

### Sèries de televisió
| Any            |  | Títol           | Personatge       | Notes                  |
| 2020 - Present |  | Industry        | Daria Greenock   | 8 episodis             |
| -------------- |  | --------------- | ---------------- | ---------------------- |
| 2014           |  | New Worlds      | Beth Fanshawe    | 4 episodis - miniserie |
| 2013           |  | The White Queen | Elisabet de York | 3 episodis - miniserie |
| 2011 - 2012    |  | Skins           | Mini McGuinness  | 18 episodis            |

### Pel·lícules
| Any  | Títol                                             | Personatge      | Notes |
| ---- | ------------------------------------------------- | --------------- | --- |
| 2018 | L'Empereur de Paris                               | Annette         | al costat de Vincent Cassel, Denis Ménochet, Olga Kurylenko, Fabrice Luchini                             |
| 2018 | Dead in a Week: Or Your Money Back                | Ellie           | al costat de Tom Wilkinson, Aneurin Barnard, Christopher Eccleston, Velibor Topic i Gethin Anthony       |
| 2017 | Trautmann                                         | Margaret        | al costat de David Kross                                                                                 |
| 2016 | Modern Life Is Rubbish                            | Natalie         | al costat de Ian Hart, Tom Riley, Jessie Cave, Steven Mackintosh, Sorcha Cusack i Matt Milne             |
| 2016 | El sentit d'un final                              | Young Veronica  | al costat de Michelle Dockery, Emily Mortimer, Charlotte Rampling, Jim Broadbent i Harriet Walter        |
| 2015 | Virtuoso                                          | Marie           | al costat de Nico Mirallegro, Alex Lawther, François Civil, Conrad Khan, Peter Macdissi i Lindsay Farris |
| 2015 | La dame dans l'acte avec des lunettes et un fusil | Dany Dorémus    | al costat de Benjamin Biolay, François-Dominique Blin, Charles François, Elio Germà i Stacy Martin       |
| 2013 | Surt el sol a Edimburg                            | Liz             | al costat de Peter Mullan, Antonia Thomas, Jane Horrocks i George MacKay                                 |
| 2013 | Not Another Happy Ending                          | Nicola Ball     | al costat de Karen Gillan, Stanley Weber, Iain De Caestecker, Amy Manson i Kate Dickie                   |
| 2011 | Disc                                              | Jove en la Fila | curt - al costat de Alec Newman i Kelly Price                                                            |

### Teatre
| Any  | Obra | Personatge | Teatre         |
| ---- | ---- | ---------- | -------------- |
| 2013 | Boys | Sophie     | Arcola Theatre |

## Premis i nominacions
| Any  | Categoria            | Premi                 | Pel·lícula/Seriï  | Resultat |
| ---- | -------------------- | --------------------- | ----------------- | -------- |
| 2014 | Best Actress - Film  | BAFTA #Scotland Award | Sunshine on Leith | Nominada |
| 2014 | Best Female Newcomer | Empire Award          | Sunshine on Leith | Nominada |
| 2012 | Best Actress         | TV Quick Award        | Skins             | Nominada |